# Mešita krále Fahda
Mešita krále Fahda (bosensky Džamija Kralj Fahd) se nachází v hlavním městě Bosny a Hercegoviny, Sarajevu.
Tato mešita je nová; vznikla až po válce v 90. letech 20. století. Je též největší na celém Balkáně, podle některých zdrojů i v celé Evropě (nejsou-li započítány ovšem mešity v evropské části Istanbulu, jež jsou mnohem větší). Mešita se nachází na pozemku o rozloze 8 200 m² a pojme až 5 000 věřících. Její výstavba stála 22 milionů konvertibilních marek; s financováním pomohla Saúdská Arábie a místní královská rodina (angažoval se hlavně princ Selman bin Abdul-Azíz). Jedná se o největší investici z této země do Bosny a Hercegoviny. Součástí mešity je též i náboženská knihovna a vyučuje se zde i arabština.